# Jamie McBain
James Michael McBain, detto Jamie (Edina, 25 febbraio 1988), è un hockeista su ghiaccio statunitense.

## Palmarès

### Mondiali
- 1 medaglia:
  - 1 bronzo (Svezia/Finlandia 2013)